# المجلس الأعلى للدولة (موريتانيا)
المجلس الأعلى للدولة هو أعلى هيئة سياسية في موريتانيا. كان بمثابة الحكومة المؤقتة التي حكمت البلاد خلالَ الانقلاب الذي أطاح بالرئيس سيدي محمد ولد الشيخ عبد الله في 6 أغسطس 2008. يُعدّ الجنرال محمد ولد عبد العزيز رئيس هذا المجلس. بعد استيلائه على السلطة؛ تعهد المجلس بإجراء انتخابات مبكرة وعادلة. بعد أيام قليلة من استيلائه على السلطة رشحَ عبد العزيز السفير الموريتاني السابق لدى بلجيكا ولدى الاتحاد الأوروبي السيد مولاي ولد محمد لغظف لِمنصبِ رئيس الوزراء.
بحلول 15 أبريل 2009؛ استقالَ عبد العزيز استقال من منصب رئيس المجلس الأعلى للدولة من أجل الترشح في الانتخابات الرئاسية المقبلة. خلفه رئيس مجلس الشيوخ با مامادو إمباري ليصبح أول زعيم أسود في تاريخ موريتانيا. أجريت الانتخابات في 18 يوليو 2009؛ حيث انتُخبَ عبد العزيز كرئيسٍ للبلاد بعدما حصلَ على 52.58% من الأصوات، ثم أدّى اليمين الدستورية في 5 آب/أغسطس 2009.

## الأعضاء
- الجنرال محمد ولد عبد العزيز (رئيس المجلس)
- الجنرال محمد ولد الشيخ محمد أحمد
- الجنرال فيليكس نيجري
- العقيد أحمد ولد بكرين
- العقيد محمد ولد الشيخ ولد الهادي
- العقيد فوزي غلام ولد محمود
- العقيد محمد ولد محمد زناقي
- العقيد ضياء أداما عمر
- العقيد أحمدو بمبا ولد باي